# Folienpotentiometer
Ein Folienpotentiometer ist eine besondere Bauform eines Potentiometers, das heißt eines mechanisch verstellbaren Spannungsteilers. 
Ein Folienpotentiometer besteht aus mehreren Folienschichten, die durch einen Abstandshalter voneinander isoliert sind. Auf einer der Folien, meist der unteren, ist zum Beispiel im Siebdruckverfahren eine Widerstands-Schicht aufgebracht. Auf der darüber liegenden Folie, der Kollektorfolie, befindet sich eine gut leitfähige Beschichtung.
Für das Einstellen und Abgreifen des mittleren Anschlusses ("Schleifers") gibt es verschiedene Ausführungen: Per Druck, mittels eines Abgreifers oder einer oberen eisenhaltigen Folie und einem darunter geführten Dauermagneten kann die obere Folie mit der unteren Folie in Kontakt gebracht werden und wie an einem herkömmlichen Potentiometer die jeweilige Ortsspannung abgegriffen werden.
Der Unterschied zu herkömmlichen Potentiometern besteht darin, dass zur Kontaktierung der Widerstandsbahn kein Schleifkontakt erforderlich ist, sodass kaum Verschleiß auftritt.
Durch ihren dünnen Folienschichtaufbau von weniger als 1 mm Höhe und die hermetisch dichte Verklebung an den Außenrändern haben sie sich in vielen Bereichen etabliert, in denen herkömmliche Potentiometer nicht eingesetzt werden können. Sie bieten als Sollwertsteller eine gute Dichtheit gegenüber Schmutz in Bedieneinheiten. 
Als Istwertgeber ermöglicht die geringe Bauhöhe hohe Flexibilität in der Konstruktion.
Folienpotentiometer sind seit vielen Jahren im deutschen Markt etabliert und werden auf Grund des geringen Platzbedarfs vor allem in solchen Stellen besonders gerne eingebaut, an denen die flache Ausführungsform und die Dichtheit einen hohen Stellenwert haben.
Zu bedenken gilt bei der Dichtheit allerdings, dass starke Umgebungsdruckänderungen das Folienpaket aufblähen oder zusammendrücken können, was im schlimmsten Fall zu einem ungewollten Auslösen führen kann. Daher ist eine absolute Dichtheit nicht immer das Optimum. Einige Hersteller bieten hier die Möglichkeit einer Entlüftung an, durch die dann Feuchtigkeits- und Gasaustausch stattfinden kann. Allerdings fällt in dieser Ausführung die automatische Rückstellung der Folie bei wechselnden Betätigungsorten durch den inneren Luftdruck weg (federnde Wirkung des eingeschlossenen Luftpolsters mit geringem Überdruck, der die Folie wieder zurück drückt). 